# Nathan Green
Nathan Andrew Green (Newcastle, 13 mei 1975) is een Australische golfprofessional. Hij debuteerde op de Australaziatische PGA Tour, in 1998, en de PGA Tour in 2006.

## Loopbaan
In 1998 werd Green een golfprofessional en maakte zijn debuut op de Australaziatische PGA Tour. In 2000 behaalde hij daar zijn eerste proftitel door het Queensland PGA Championship te winnen. Zes jaar later won hij het Blue Chip New Zealand Open, dat ook op de kalender stond van de European Tour. Tussendoor golfte hij af en toe op de Canadese Tour waar hij één golftoernooi won: de Benefit Partners/NRCS Classic.
Van 2002 tot en met 2005 golfte Green op de Nationwide Tour. In eind 2005 kwalificeerde hij zich voor de PGA Tour waar hij in 2006 zijn debuut maakte. Op 27 juli 2009 behaalde hij zijn eerste PGA-titel door het RBC Canadian Open te winnen.

## Prestaties

### PGA Tour
| Nr. | Datum        | Toernooi          | Score           | Score | Info                              |
| --- | ------------ | ----------------- | --------------- | ----- | --------------------------------- |
| 1   | 27 juli 2009 | RBC Canadian Open | 68-65-69-68=270 | –9    | Won de play-off van Retief Goosen |

### European Tour
| Nr. | Datum           | Toernooi                   | Score           | Score | Info |
| --- | --------------- | -------------------------- | --------------- | ----- | ---- |
| 1   | 3 december 2006 | Blue Chip New Zealand Open | 71-67-76-65=279 | –5    |      |

### Australaziatische PGA Tour
- 2000: Queensland PGA Championship
- 2006: Blue Chip New Zealand Open

### Canadese Tour
- 2000: Benefit Partners/NRCS Classic

## Teamcompetities
- World Cup of Golf: ( AUS): 2007